# Partito d'Azione (1853-1867)
Il primo Partito d'Azione italiano fu fondato da Giuseppe Mazzini nel 1853 e nutrì le radici politiche, culturali ed ideali del Risorgimento, in particolare del filone democratico, repubblicano, radicale e rivoluzionario, i cui massimi rappresentanti sono stati, oltre a Mazzini, Giuseppe Garibaldi, Carlo Cattaneo, Carlo Pisacane, Nino Bixio e Aurelio Saffi.
Tra i suoi obiettivi politici c'erano le elezioni a suffragio universale, la libertà di stampa e di pensiero, la responsabilizzazione dei governi davanti al popolo.

## Storia
L'annuncio della fondazione del partito fu dato da Mazzini nel marzo del 1853, con la pubblicazione dell'opuscolo "Agli italiani", dove si sosteneva che, nonostante il fallimento del moto milanese del 6 febbraio dello stesso anno, ormai "il fremito d'emancipazione (era) sceso alle moltitudini"; Mazzini esortava pertanto i connazionali a impegnarsi in un'azione ripetuta e continua, per suscitare quella scintilla che avrebbe provocato l'incendio di tutta la penisola e, tramite l'azione delle bande, l'insurrezione popolare. Diversamente alle previsioni del suo fondatore, le prime azioni poste in essere dal movimento democratico ebbero esito fallimentare, quali la spedizione di Sapri (1857), dove perì Carlo Pisacane, il moto di Genova - per il quale Mazzini fu condannato a morte - e i moti livornesi dello stesso anno .
In seguito il partito appoggiò le imprese di Garibaldi (1859-1860) ma, in contrapposizione con i moderati, raccolti attorno alla monarchia di Casa Savoia e di Camillo Benso di Cavour, era contrario alla guerra regia, ai plebisciti, alle annessioni e alla piemontesizzazione dell'Italia. Sosteneva invece la necessità di una sollevazione del popolo per conseguire l'Unità, le assemblee sindacali, e il suffragio universale in luogo di quello ristretto e censitario. I mazziniani diedero inoltre vita alle prime organizzazioni del movimento dei lavoratori (associazioni operaie, casse mutue, cooperative, scuole popolari). Nel 1861 si dette inizio alle pubblicazioni dell'organo di stampa ufficiale dei repubblicani italiani: L'Unità Italiana.
Nell'aprile 1866, a Parma, si tenne il primo congresso della Federazione dei Movimenti Democratici Italiani, che fu il nucleo e la base del futuro Partito Repubblicano Italiano. Mazzini non poté parteciparvi essendo in esilio a Londra. In tale consesso, si delinearono tre correnti ideologiche fondamentali, che avrebbero caratterizzato la democrazia italiana negli anni successivi: la destra parlamentaristica e radicale, impersonata da Agostino Bertani; il centro azionista di Giuseppe Mazzini, disposto anche a stringere accordi e ad accettare soluzioni pur di completare l'Unità d'Italia; la sinistra di Maurizio Quadrio, Giuseppe Marcora e Vincenzo Brusco Onnis, contraria a qualsiasi compromesso con la dinastia sabauda e sdegnata verso la politica economica e sociale del nuovo Stato unitario. Sarà la corrente massimalista e irriducibile a prevalere, determinando l'estraneazione dalla vita politica e l'astensionismo elettorale di gran parte del movimento repubblicano, sino alla costituzione ufficiale del P.R.I. nel 1895.
Mazzini, peraltro, aveva già trattato con i rappresentanti del governo per la collaborazione dei volontari alla terza guerra di indipendenza e avrebbe successivamente appoggiato l'organizzazione della spedizione garibaldina del 1867 per la conquista di Roma ma, in seguito alla sconfitta di Mentana (1867), deluso per il fallimento delle sue iniziative, preferì sciogliere il Partito d'Azione e si adeguò alle istanze degli intransigenti.
La "destra" di Bertani costituì in Parlamento il gruppo dell'estrema sinistra radicale (1877). Il Partito d'Azione mazziniano sarà fonte d'ispirazione del pensiero politico di Piero Gobetti e Carlo Rosselli, del Partito d'Azione del 1942 (poi confluito per la maggior parte nel Partito Socialista Italiano, in cui molti esponenti si richiameranno all'azionismo), del Partito Repubblicano Italiano e di Azione.

## Persone legate al Partito d'Azione
|  |  |  |  |  |